# ムアンナコーンナーヨック郡
座標: 北緯14度12分13秒 東経101度13分2秒 / 北緯14.20361度 東経101.21722度
ムアンナコーンナーヨック郡（ムアンナコーンナーヨックぐん）は、タイ中部・ナコーンナーヨック県にある郡（アムプー）である。ナコーンナーヨック県の県庁所在地（ムアン）でもある。

## 名称
ナコーンナーヨックとは、「年貢を免税された町」という意味である。これは、昔、この地域の開発を促すために、免税したことに由来する。

## 歴史
ナコーンナーヨックはアユタヤ王朝時代からの歴史があり、機内の第四級国として、オークプラ・ピブーンソンクラームと呼ばれる官吏が置かれ、統治されていた。
もともと、郡はタムボン・ワンクラチョームにあったのでワンクラチョーム郡と呼ばれていた。1896年には政府は郡庁をナコーンナーヨック川を隔てて反対側に移した。その後、1931年県庁舎が改築することになり、郡庁舎は一時、県の裁判所に移った。その後、1853年に新しい郡庁舎が建設された。
1938年、郡は県の県庁所在地であったため、県と名前をあわせてムアンナコーンナーヨック郡と改称した。しかし、1943年1月1日ナコーンナーヨック県が解体され、ムアンナコーンナーヨック郡はプラーチーンブリー県に編入され、ムアンが取れナコーンナーヨック郡と改称された。ただし、1946年5月9日にはナコーンナーヨック県が再び設置され、ナコーンナーヨックも元の県庁所在地を示すムアンの語がつきムアンナコーンナーヨック郡に戻った。

## 地理
ナコーンナーヨックは、ナコーンナーヨック川が形成した平地にある。また北部には山岳地帯が広がり、一部が、カオヤイ国立公園に指定されている。
交通は国道33号線が西北から東に向かって延びており、西北にノーンケー、東にサケーオ方面と通じている。また、国道305号線が南西に延びており、オンカラック、タンヤブリー、バンコク北部方面と通じている。南に国道3076号線が延びており、バーンサーン方面と通じている。

## 経済
ナコーンナーヨックの主要な産業は農業であり、市内では米や果物などが生産されている。

## 行政区分
郡は13のタムボンに分かれさらにその下位に125の村が存在する。自治体が置かれており以下のようになっている。
- テーサバーンムアン・ナコーンナーヨック・・・タムボン・ナコーンナーヨックの全体およびタムボン・ターチャーン、バーンヤイ、ワンクラチョーム、プロマニーの一部
- テーサバーンタムボン・ターチャーン・・・タムボン・ターチャーンの一部

また、郡内には12のタムボン行政体がある。以下は郡内のタムボンの一覧である。
1. タムボン・ナコーンナーヨック・・・ตำบลนครนายก
2. タムボン・ターチャーン・・・ตำบลท่าช้าง
3. タムボン・バーンヤイ・・・ตำบลบ้านใหญ่
4. タムボン・ワンクラチョーム・・・ตำบลวังกระโจม
5. タムボン・ターサーイ・・・ตำบลท่าทราย
6. タムボン・ドーンヨー・・・ตำบลดอนยอ
7. タムボン・シーチュラー・・・ตำบลศรีจุฬา
8. タムボン・ドンラコーン・・・ตำบลดงละคร
9. タムボン・シーナーワー・・・ตำบลศรีนาวา
10. タムボン・サーリカー・・・ตำบลสาริกา
11. タムボン・ヒンタン・・・ตำบลหินตั้ง
12. タムボン・カオプラ・・・ตำบลเขาพระ
13. タムボン・プロマニー・・・ตำบลพรหมณี